# UAE Tour Women 2024
UAE Tour Women 2024 var den 2. udgave af det emiratarabiske etapeløb UAE Tour Women. Løbets fire etaper blev kørt fra 8. til 11. februar 2024, og havde en samlet distance på 468 km. Der var start i Dubai Miracle Garden og mål i Abu Dhabi Breakwater. Løbet var tredje arrangement på UCI Women's World Tour 2024.
Den samlede vinder af løbet blev belgiske Lotte Kopecky fra SD Worx-Protime.

## Etaperne
| Etape    | Dato     | Start – Mål                             | type              | Afstand (km) | Elevation (m) | Etapevinder   | Førende rytter |
| -------- | -------- | --------------------------------------- | ----------------- | ------------ | ------------- | ------------- | -------------- |
| 1. etape | 8. feb.  | Dubai Miracle Garden – Dubai            | flad etape        | 122          | 217 m         | Lorena Wiebes | Lorena Wiebes  |
| 2. etape | 9. feb.  | Al Mirfa – Madinat Zayed                | flad etape        | 113          | 311 m         | Lorena Wiebes | Lorena Wiebes  |
| 3. etape | 10. feb. | Al-Ain – Jebel Hafeet                   | middel bjergetape | 128          | 1.165 m       | Lotte Kopecky | Lotte Kopecky  |
| 4. etape | 11. feb. | Louvre Abu Dhabi – Abu Dhabi Breakwater | flad etape        | 105          | 102 m         | Amber Kraak   | Lotte Kopecky  |

### 1. etape
| Dubai Miracle Garden - Dubai | flad etape | (122 km) |

| \| Etaperesultat \| Etaperesultat \| Etaperesultat \| Etaperesultat \| Etaperesultat \| \| Rytter \| Rytter \| Hold \| Tid \| \| \| ------------- \| ------------------- \| ------------------------- \| ------------- \| ------------- \| \| 1. \| Lorena Wiebes \| SD Worx-Protime \| 2t 59' 11" \| \| \| 2. \| Rachele Barbieri \| Team dsm-firmenich PostNL \| + 0" \| \| \| 3. \| Chiara Consonni \| UAE Team ADQ \| + 0" \| \| \| 4. \| Georgia Baker \| Liv AlUla Jayco \| + 0" \| \| \| 5. \| Maggie Coles-Lyster \| Roland \| + 0" \| \| \| 6. \| Valentine Fortin \| Cofidis \| + 0" \| \| \| 7. \| Laura Ruiz Pérez \| Movistar Team \| + 0" \| \| \| 8. \| Sofia Collinelli \| Roland \| + 0" \| \| \| 9. \| Lotte Kopecky \| SD Worx-Protime \| + 0" \| \| \| 10. \| Clara Copponi \| Lidl-Trek \| + 0" \| \| |                     |                           |            |
| |                     |                           |            |
| Kilde: ProCyclingStats |                     |                           |            |
| Etaperesultat |                     |                           |            |
| Rytter | Rytter              | Hold                      | Tid        |
| 1. | Lorena Wiebes       | SD Worx-Protime           | 2t 59' 11" |
| 2. | Rachele Barbieri    | Team dsm-firmenich PostNL | + 0"       |
| 3. | Chiara Consonni     | UAE Team ADQ              | + 0"       |
| 4. | Georgia Baker       | Liv AlUla Jayco           | + 0"       |
| 5. | Maggie Coles-Lyster | Roland                    | + 0"       |
| 6. | Valentine Fortin    | Cofidis                   | + 0"       |
| 7. | Laura Ruiz Pérez    | Movistar Team             | + 0"       |
| 8. | Sofia Collinelli    | Roland                    | + 0"       |
| 9. | Lotte Kopecky       | SD Worx-Protime           | + 0"       |
| 10. | Clara Copponi       | Lidl-Trek                 | + 0"       |

| \| Samlede stilling \| Samlede stilling \| Samlede stilling \| Samlede stilling \| Samlede stilling \| \| Rytter \| Rytter \| Hold \| Tid \| \| \| ---------------- \| ---------------- \| --------------------------------------------- \| ---------------- \| ---------------- \| \| 1. \| Lorena Wiebes \| SD Worx-Protime \| 2t 59' 01" \| \| \| 2. \| Rachele Barbieri \| Team dsm-firmenich PostNL \| + 4" \| \| \| 3. \| Chiara Consonni \| UAE Team ADQ \| + 6" \| \| \| 4. \| Yanina Kuskova \| Tashkent City Women Professional Cycling Team \| + 7" \| \| \| 5. \| Alice Palazzi \| Top Girls Fassa Bortolo \| + 7" \| \| \| 6. \| Loes Adegeest \| FDJ-Suez \| + 8" \| \| \| 7. \| Gaia Segato \| Top Girls Fassa Bortolo \| + 8" \| \| \| 8. \| Lotte Kopecky \| SD Worx-Protime \| + 9" \| \| \| 9. \| Karlijn Swinkels \| UAE Team ADQ \| + 9" \| \| \| 10. \| Georgia Baker \| Liv AlUla Jayco \| + 10" \| \| |                  |                                               |            |
| |                  |                                               |            |
| Kilde: ProCyclingStats |                  |                                               |            |
| Samlede stilling |                  |                                               |            |
| Rytter | Rytter           | Hold                                          | Tid        |
| 1. | Lorena Wiebes    | SD Worx-Protime                               | 2t 59' 01" |
| 2. | Rachele Barbieri | Team dsm-firmenich PostNL                     | + 4"       |
| 3. | Chiara Consonni  | UAE Team ADQ                                  | + 6"       |
| 4. | Yanina Kuskova   | Tashkent City Women Professional Cycling Team | + 7"       |
| 5. | Alice Palazzi    | Top Girls Fassa Bortolo                       | + 7"       |
| 6. | Loes Adegeest    | FDJ-Suez                                      | + 8"       |
| 7. | Gaia Segato      | Top Girls Fassa Bortolo                       | + 8"       |
| 8. | Lotte Kopecky    | SD Worx-Protime                               | + 9"       |
| 9. | Karlijn Swinkels | UAE Team ADQ                                  | + 9"       |
| 10. | Georgia Baker    | Liv AlUla Jayco                               | + 10"      |

### 2. etape
| Al Mirfa - Madinat Zayed | flad etape | (113 km) |

| \| Etaperesultat \| Etaperesultat \| Etaperesultat \| Etaperesultat \| Etaperesultat \| \| Rytter \| Rytter \| Hold \| Tid \| \| \| ------------- \| ------------------------- \| ------------------------- \| ------------- \| ------------- \| \| 1. \| Lorena Wiebes \| SD Worx-Protime \| 2t 28' 08" \| \| \| 2. \| Chiara Consonni \| UAE Team ADQ \| + 0" \| \| \| 3. \| Clara Copponi \| Lidl-Trek \| + 0" \| \| \| 4. \| Georgia Baker \| Liv AlUla Jayco \| + 0" \| \| \| 5. \| Martina Fidanza \| Ceratizit-WNT Pro Cycling \| + 0" \| \| \| 6. \| Vittoria Guazzini \| FDJ-Suez \| + 0" \| \| \| 7. \| Maria Giulia Confalonieri \| Uno-X Mobility \| + 0" \| \| \| 8. \| Anniina Ahtosalo \| Uno-X Mobility \| + 0" \| \| \| 9. \| Gladys Verhulst \| FDJ-Suez \| + 0" \| \| \| 10. \| Daria Pikulik \| Human Powered Health \| + 0" \| \| |                           |                           |            |
| |                           |                           |            |
| Kilde: ProCyclingStats |                           |                           |            |
| Etaperesultat |                           |                           |            |
| Rytter | Rytter                    | Hold                      | Tid        |
| 1. | Lorena Wiebes             | SD Worx-Protime           | 2t 28' 08" |
| 2. | Chiara Consonni           | UAE Team ADQ              | + 0"       |
| 3. | Clara Copponi             | Lidl-Trek                 | + 0"       |
| 4. | Georgia Baker             | Liv AlUla Jayco           | + 0"       |
| 5. | Martina Fidanza           | Ceratizit-WNT Pro Cycling | + 0"       |
| 6. | Vittoria Guazzini         | FDJ-Suez                  | + 0"       |
| 7. | Maria Giulia Confalonieri | Uno-X Mobility            | + 0"       |
| 8. | Anniina Ahtosalo          | Uno-X Mobility            | + 0"       |
| 9. | Gladys Verhulst           | FDJ-Suez                  | + 0"       |
| 10. | Daria Pikulik             | Human Powered Health      | + 0"       |

| \| Samlede stilling \| Samlede stilling \| Samlede stilling \| Samlede stilling \| Samlede stilling \| \| Rytter \| Rytter \| Hold \| Tid \| \| \| ---------------- \| ---------------- \| --------------------------------------------- \| ---------------- \| ---------------- \| \| 1. \| Lorena Wiebes \| SD Worx-Protime \| 5t 26' 57" \| \| \| 2. \| Chiara Consonni \| UAE Team ADQ \| + 12" \| \| \| 3. \| Rachele Barbieri \| Team dsm-firmenich PostNL \| + 16" \| \| \| 4. \| Lotte Kopecky \| SD Worx-Protime \| + 17" \| \| \| 5. \| Clara Copponi \| Lidl-Trek \| + 18" \| \| \| 6. \| Loes Adegeest \| FDJ-Suez \| + 18" \| \| \| 7. \| Daria Pikulik \| Human Powered Health \| + 19" \| \| \| 8. \| Yanina Kuskova \| Tashkent City Women Professional Cycling Team \| + 19" \| \| \| 9. \| Alice Palazzi \| Top Girls Fassa Bortolo \| + 19" \| \| \| 10. \| Flora Perkins \| Fenix-Deceuninck \| + 21" \| \| |                  |                                               |            |
| |                  |                                               |            |
| Kilde: ProCyclingStats |                  |                                               |            |
| Samlede stilling |                  |                                               |            |
| Rytter | Rytter           | Hold                                          | Tid        |
| 1. | Lorena Wiebes    | SD Worx-Protime                               | 5t 26' 57" |
| 2. | Chiara Consonni  | UAE Team ADQ                                  | + 12"      |
| 3. | Rachele Barbieri | Team dsm-firmenich PostNL                     | + 16"      |
| 4. | Lotte Kopecky    | SD Worx-Protime                               | + 17"      |
| 5. | Clara Copponi    | Lidl-Trek                                     | + 18"      |
| 6. | Loes Adegeest    | FDJ-Suez                                      | + 18"      |
| 7. | Daria Pikulik    | Human Powered Health                          | + 19"      |
| 8. | Yanina Kuskova   | Tashkent City Women Professional Cycling Team | + 19"      |
| 9. | Alice Palazzi    | Top Girls Fassa Bortolo                       | + 19"      |
| 10. | Flora Perkins    | Fenix-Deceuninck                              | + 21"      |

### 3. etape
| Al-Ain - Jebel Hafeet | middel bjergetape | (128 km) |

| \| Etaperesultat \| Etaperesultat \| Etaperesultat \| Etaperesultat \| Etaperesultat \| \| Rytter \| Rytter \| Hold \| Tid \| \| \| ------------- \| -------------------- \| ------------------------ \| ------------- \| ------------- \| \| 1. \| Lotte Kopecky \| SD Worx-Protime \| 3t 22' 15" \| \| \| 2. \| Neve Bradbury \| Canyon-SRAM Racing \| + 3" \| \| \| 3. \| Mavi García \| Liv AlUla Jayco \| + 32" \| \| \| 4. \| Gaia Realini \| Lidl-Trek \| + 43" \| \| \| 5. \| Marion Bunel \| St Michel-Mavic-Auber 93 \| + 1' 00" \| \| \| 6. \| Pauliena Rooijakkers \| Fenix-Deceuninck \| + 1' 04" \| \| \| 7. \| Elisa Longo Borghini \| Lidl-Trek \| + 1' 09" \| \| \| 8. \| Silvia Persico \| UAE Team ADQ \| + 1' 29" \| \| \| 9. \| Mareille Meijering \| Movistar Team \| + 1' 29" \| \| \| 10. \| Ricarda Bauernfeind \| Canyon-SRAM Racing \| + 1' 32" \| \| |                      |                          |            |
| |                      |                          |            |
| Kilde: ProCyclingStats |                      |                          |            |
| Etaperesultat |                      |                          |            |
| Rytter | Rytter               | Hold                     | Tid        |
| 1. | Lotte Kopecky        | SD Worx-Protime          | 3t 22' 15" |
| 2. | Neve Bradbury        | Canyon-SRAM Racing       | + 3"       |
| 3. | Mavi García          | Liv AlUla Jayco          | + 32"      |
| 4. | Gaia Realini         | Lidl-Trek                | + 43"      |
| 5. | Marion Bunel         | St Michel-Mavic-Auber 93 | + 1' 00"   |
| 6. | Pauliena Rooijakkers | Fenix-Deceuninck         | + 1' 04"   |
| 7. | Elisa Longo Borghini | Lidl-Trek                | + 1' 09"   |
| 8. | Silvia Persico       | UAE Team ADQ             | + 1' 29"   |
| 9. | Mareille Meijering   | Movistar Team            | + 1' 29"   |
| 10. | Ricarda Bauernfeind  | Canyon-SRAM Racing       | + 1' 32"   |

| \| Samlede stilling \| Samlede stilling \| Samlede stilling \| Samlede stilling \| Samlede stilling \| \| Rytter \| Rytter \| Hold \| Tid \| \| \| ---------------- \| -------------------- \| ------------------------ \| ---------------- \| ---------------- \| \| 1. \| Lotte Kopecky \| SD Worx-Protime \| 8t 49' 18" \| \| \| 2. \| Neve Bradbury \| Canyon-SRAM Racing \| + 13" \| \| \| 3. \| Mavi García \| Liv AlUla Jayco \| + 44" \| \| \| 4. \| Gaia Realini \| Lidl-Trek \| + 59" \| \| \| 5. \| Marion Bunel \| St Michel-Mavic-Auber 93 \| + 1' 16" \| \| \| 6. \| Pauliena Rooijakkers \| Fenix-Deceuninck \| + 1' 20" \| \| \| 7. \| Elisa Longo Borghini \| Lidl-Trek \| + 1' 25" \| \| \| 8. \| Silvia Persico \| UAE Team ADQ \| + 1' 45" \| \| \| 9. \| Mareille Meijering \| Movistar Team \| + 1' 45" \| \| \| 10. \| Ricarda Bauernfeind \| Canyon-SRAM Racing \| + 1' 48" \| \| |                      |                          |            |
| |                      |                          |            |
| Kilde: ProCyclingStats |                      |                          |            |
| Samlede stilling |                      |                          |            |
| Rytter | Rytter               | Hold                     | Tid        |
| 1. | Lotte Kopecky        | SD Worx-Protime          | 8t 49' 18" |
| 2. | Neve Bradbury        | Canyon-SRAM Racing       | + 13"      |
| 3. | Mavi García          | Liv AlUla Jayco          | + 44"      |
| 4. | Gaia Realini         | Lidl-Trek                | + 59"      |
| 5. | Marion Bunel         | St Michel-Mavic-Auber 93 | + 1' 16"   |
| 6. | Pauliena Rooijakkers | Fenix-Deceuninck         | + 1' 20"   |
| 7. | Elisa Longo Borghini | Lidl-Trek                | + 1' 25"   |
| 8. | Silvia Persico       | UAE Team ADQ             | + 1' 45"   |
| 9. | Mareille Meijering   | Movistar Team            | + 1' 45"   |
| 10. | Ricarda Bauernfeind  | Canyon-SRAM Racing       | + 1' 48"   |

### 4. etape
| Louvre Abu Dhabi - Abu Dhabi Breakwater | flad etape | (105 km) |

| \| Etaperesultat \| Etaperesultat \| Etaperesultat \| Etaperesultat \| Etaperesultat \| \| Rytter \| Rytter \| Hold \| Tid \| \| \| ------------- \| ------------------------ \| ------------------------------- \| ------------- \| ------------- \| \| 1. \| Amber Kraak \| FDJ-Suez \| 2t 27' 33" \| \| \| 2. \| Lorena Wiebes \| SD Worx-Protime \| + 0" \| \| \| 3. \| Daria Pikulik \| Human Powered Health \| + 0" \| \| \| 4. \| Chiara Consonni \| UAE Team ADQ \| + 0" \| \| \| 5. \| Valentine Fortin \| Cofidis \| + 0" \| \| \| 6. \| Rachele Barbieri \| Team dsm-firmenich PostNL \| + 0" \| \| \| 7. \| Anniina Ahtosalo \| Uno-X Mobility \| + 0" \| \| \| 8. \| Agnieszka Skalniak-Sójka \| Canyon-SRAM Racing \| + 0" \| \| \| 9. \| Clara Copponi \| Lidl-Trek \| + 0" \| \| \| 10. \| Laura Tomasi \| Laboral Kutxa-Fundación Euskadi \| + 0" \| \| |                          |                                 |            |
| |                          |                                 |            |
| Kilde: ProCyclingStats |                          |                                 |            |
| Etaperesultat |                          |                                 |            |
| Rytter | Rytter                   | Hold                            | Tid        |
| 1. | Amber Kraak              | FDJ-Suez                        | 2t 27' 33" |
| 2. | Lorena Wiebes            | SD Worx-Protime                 | + 0"       |
| 3. | Daria Pikulik            | Human Powered Health            | + 0"       |
| 4. | Chiara Consonni          | UAE Team ADQ                    | + 0"       |
| 5. | Valentine Fortin         | Cofidis                         | + 0"       |
| 6. | Rachele Barbieri         | Team dsm-firmenich PostNL       | + 0"       |
| 7. | Anniina Ahtosalo         | Uno-X Mobility                  | + 0"       |
| 8. | Agnieszka Skalniak-Sójka | Canyon-SRAM Racing              | + 0"       |
| 9. | Clara Copponi            | Lidl-Trek                       | + 0"       |
| 10. | Laura Tomasi             | Laboral Kutxa-Fundación Euskadi | + 0"       |

## Trøjernes fordeling gennem løbet
| Etape    |                   | Vinder _      | Samlede stilling | Pointtrøje    | Sprinttrøje    | Ungdomstrøje   | Holdkonkurrence _  |
| -------- | ----------------- | ------------- | ---------------- | ------------- | -------------- | -------------- | ------------------ |
| 1. etape | flad etape        | Lorena Wiebes | Lorena Wiebes    | Lorena Wiebes | Yanina Kuskova | Yanina Kuskova | Roland             |
| 2. etape | flad etape        | Lorena Wiebes | Lorena Wiebes    | Lorena Wiebes | Lotte Kopecky  | Yanina Kuskova | FDJ-Suez           |
| 3. etape | middel bjergetape | Lotte Kopecky | Lotte Kopecky    | Lorena Wiebes | Lotte Kopecky  | Neve Bradbury  | Canyon-SRAM Racing |
| 4. etape | flad etape        | Amber Kraak   | Lotte Kopecky    | Lorena Wiebes | Lotte Kopecky  | Neve Bradbury  | Canyon-SRAM Racing |
| Samlet   | Samlet            |               | Lotte Kopecky    | Lorena Wiebes | Lotte Kopecky  | Neve Bradbury  | Canyon-SRAM Racing |

## Resultater

### Samlede stilling
| \| Samlede stilling \| Samlede stilling \| Samlede stilling \| Samlede stilling \| Samlede stilling \| \| Rytter \| Rytter \| Hold \| Tid \| \| \| ---------------- \| -------------------- \| ------------------------ \| ---------------- \| ---------------- \| \| 1. \| Lotte Kopecky \| SD Worx-Protime \| 11t 16' 51" \| \| \| 2. \| Neve Bradbury \| Canyon-SRAM Racing \| + 13" \| \| \| 3. \| Mavi García \| Liv AlUla Jayco \| + 44" \| \| \| 4. \| Gaia Realini \| Lidl-Trek \| + 59" \| \| \| 5. \| Marion Bunel \| St Michel-Mavic-Auber 93 \| + 1' 16" \| \| \| 6. \| Pauliena Rooijakkers \| Fenix-Deceuninck \| + 1' 20" \| \| \| 7. \| Elisa Longo Borghini \| Lidl-Trek \| + 1' 25" \| \| \| 8. \| Silvia Persico \| UAE Team ADQ \| + 1' 45" \| \| \| 9. \| Mareille Meijering \| Movistar Team \| + 1' 45" \| \| \| 10. \| Ricarda Bauernfeind \| Canyon-SRAM Racing \| + 1' 48" \| \| |                      |                          |             |
| |                      |                          |             |
| Kilde: ProCyclingStats |                      |                          |             |
| Samlede stilling |                      |                          |             |
| Rytter | Rytter               | Hold                     | Tid         |
| 1. | Lotte Kopecky        | SD Worx-Protime          | 11t 16' 51" |
| 2. | Neve Bradbury        | Canyon-SRAM Racing       | + 13"       |
| 3. | Mavi García          | Liv AlUla Jayco          | + 44"       |
| 4. | Gaia Realini         | Lidl-Trek                | + 59"       |
| 5. | Marion Bunel         | St Michel-Mavic-Auber 93 | + 1' 16"    |
| 6. | Pauliena Rooijakkers | Fenix-Deceuninck         | + 1' 20"    |
| 7. | Elisa Longo Borghini | Lidl-Trek                | + 1' 25"    |
| 8. | Silvia Persico       | UAE Team ADQ             | + 1' 45"    |
| 9. | Mareille Meijering   | Movistar Team            | + 1' 45"    |
| 10. | Ricarda Bauernfeind  | Canyon-SRAM Racing       | + 1' 48"    |

### Pointkonkurrencen
| Pointkonkurrence | Pointkonkurrence | Pointkonkurrence          | Pointkonkurrence | Pointkonkurrence |
| Rytter           | Rytter           | Hold                      | Point            |                  |
| ---------------- | ---------------- | ------------------------- | ---------------- | ---------------- |
| 1.               | Lorena Wiebes    | SD Worx-Protime           | 62 point         |                  |
| 2.               | Lotte Kopecky    | SD Worx-Protime           | 39 point         |                  |
| 3.               | Chiara Consonni  | UAE Team ADQ              | 37 point         |                  |
| 4.               | Amber Kraak      | FDJ-Suez                  | 26 point         |                  |
| 5.               | Daria Pikulik    | Human Powered Health      | 26 point         |                  |
| 6.               | Rachele Barbieri | Team dsm-firmenich PostNL | 21 point         |                  |
| 7.               | Georgia Baker    | Liv AlUla Jayco           | 18 point         |                  |
| 8.               | Monica Greenwood | Team Coop-Repsol          | 16 point         |                  |
| 9.               | Neve Bradbury    | Canyon-SRAM Racing        | 16 point         |                  |
| 10.              | Clara Copponi    | Lidl-Trek                 | 15 point         |                  |

### Sprintkonkurrencen
| Sprintkonkurrence | Sprintkonkurrence | Sprintkonkurrence                             | Sprintkonkurrence | Sprintkonkurrence |
| Rytter            | Rytter            | Hold                                          | Point             |                   |
| ----------------- | ----------------- | --------------------------------------------- | ----------------- | ----------------- |
| 1.                | Lotte Kopecky     | SD Worx-Protime                               | 17 point          |                   |
| 2.                | Monica Greenwood  | Team Coop-Repsol                              | 16 point          |                   |
| 3.                | Daria Pikulik     | Human Powered Health                          | 13 point          |                   |
| 4.                | Loes Adegeest     | FDJ-Suez                                      | 10 point          |                   |
| 5.                | Sophie Wright     | Fenix-Deceuninck                              | 10 point          |                   |
| 6.                | Marie Le Net      | FDJ-Suez                                      | 9 point           |                   |
| 7.                | Yanina Kuskova    | Tashkent City Women Professional Cycling Team | 8 point           |                   |
| 8.                | Gladys Verhulst   | FDJ-Suez                                      | 8 point           |                   |
| 9.                | Alice Palazzi     | Top Girls Fassa Bortolo                       | 8 point           |                   |
| 10.               | Amber Kraak       | FDJ-Suez                                      | 6 point           |                   |

### Ungdomskonkurrencen
| Ungdomskonkurrence | Ungdomskonkurrence | Ungdomskonkurrence                            | Ungdomskonkurrence | Ungdomskonkurrence |
| Rytter             | Rytter             | Hold                                          | Tid                |                    |
| ------------------ | ------------------ | --------------------------------------------- | ------------------ | ------------------ |
| 1.                 | Neve Bradbury      | Canyon-SRAM Racing                            | 11t 17' 04"        |                    |
| 2.                 | Gaia Realini       | Lidl-Trek                                     | + 46"              |                    |
| 3.                 | Marion Bunel       | St Michel-Mavic-Auber 93                      | + 1' 03"           |                    |
| 4.                 | Petra Stiasny      | Fenix-Deceuninck                              | + 2' 52"           |                    |
| 5.                 | Alice Towers       | Canyon-SRAM Racing                            | + 4' 20"           |                    |
| 6.                 | Silke Smulders     | Liv AlUla Jayco                               | + 4' 48"           |                    |
| 7.                 | Yanina Kuskova     | Tashkent City Women Professional Cycling Team | + 5' 07"           |                    |
| 8.                 | Linda Zanetti      | Human Powered Health                          | + 7' 02"           |                    |
| 9.                 | Flora Perkins      | Fenix-Deceuninck                              | + 7' 41"           |                    |
| 10.                | Gaia Segato        | Top Girls Fassa Bortolo                       | + 9' 01"           |                    |

### Holdkonkurrencen
| Holdkonkurrence | Holdkonkurrence           | Holdkonkurrence | Holdkonkurrence |
| Hold            | Hold                      | Tid             |                 |
| --------------- | ------------------------- | --------------- | --------------- |
| 1.              | Canyon-SRAM Racing        | 33t 56' 10"     |                 |
| 2.              | St Michel-Mavic-Auber93   | + 49"           |                 |
| 3.              | UAE Team ADQ              | + 1' 53"        |                 |
| 4.              | Fenix-Deceuninck          | + 4' 38"        |                 |
| 5.              | FDJ-Suez                  | + 8' 48"        |                 |
| 6.              | Liv AlUla Jayco           | + 9' 09"        |                 |
| 7.              | Lidl-Trek                 | + 9' 13"        |                 |
| 8.              | Uno-X Mobility            | + 11' 59"       |                 |
| 9.              | Team DSM-Firmenich PostNL | + 13' 39"       |                 |
| 10.             | Cofidis                   | + 14' 23"       |                 |

## Hold og ryttere
| UCI Women's WorldTeams (13)- Canyon-SRAM Racing - Ceratizit-WNT Pro Cycling - FDJ-Suez - Fenix-Deceuninck - Human Powered Health - Lidl-Trek - Liv AlUla Jayco - Movistar Team - Roland - Team DSM-Firmenich PostNL - SD Worx-Protime - UAE Team ADQ - Uno-X Mobility UCI Women's Kontinentalhold (7)- Cofidis - EF Education-Cannondale - Laboral Kutxa-Fundacion Euskadi - St Michel-Mavic-Auber93 - Tashkent City Women Professional Cycling Team - Team Coop-Repsol - Top Girls Fassa Bortolo |
| |

### Danske ryttere
| Danske ryttere på startlisten |                |               |           |
| Rygnummer                     | Rytter         | Hold          | Placering |
| 42                            | Emma Norsgaard | Movistar Team | 91        |

* DNF = gennemførte ikke

### Startliste
| Lidl-Trek LTK | Lidl-Trek LTK                         | Lidl-Trek LTK |
| ------------- | ------------------------------------- | ------------- |
| Nr.           | Rytter                                | Placering     |
| 1             | Elisa Longo Borghini (ITA) (landevej) | 7.            |
| 2             | Clara Copponi (FRA)                   | 67.           |
| 3             | Elynor Bäckstedt (GBR)                | DNF           |
| 4             | Lisa Klein (GER)                      | 63.           |
| 5             | Gaia Realini (ITA)                    | 4.            |
| 6             | Izzy Sharp (GBR)                      | 113.          |

| SD Worx-Protime SDW | SD Worx-Protime SDW            | SD Worx-Protime SDW |
| ------------------- | ------------------------------ | ------------------- |
| Nr.                 | Rytter                         | Placering           |
| 11                  | Lotte Kopecky (BEL) (landevej) | 1.                  |
| 12                  | Femke Gerritse (NED)           | 49.                 |
| 13                  | Barbara Guarischi (ITA)        | 89.                 |
| 14                  | Femke Markus (NED)             | 94.                 |
| 16                  | Lorena Wiebes (NED)            | 64.                 |

| Canyon-SRAM Racing CSR | Canyon-SRAM Racing CSR         | Canyon-SRAM Racing CSR |
| ---------------------- | ------------------------------ | ---------------------- |
| Nr.                    | Rytter                         | Placering              |
| 21                     | Tiffany Cromwell (AUS)         | 37.                    |
| 22                     | Ricarda Bauernfeind (GER)      | 10.                    |
| 23                     | Neve Bradbury (AUS)            | 2.                     |
| 24                     | Justyna Czapla (GER)           | 60.                    |
| 25                     | Agnieszka Skalniak-Sójka (POL) | 19.                    |
| 26                     | Alice Towers (GBR)             | 27.                    |

| UAE Team ADQ UAD | UAE Team ADQ UAD       | UAE Team ADQ UAD |
| ---------------- | ---------------------- | ---------------- |
| Nr.              | Rytter                 | Placering        |
| 31               | Silvia Persico (ITA)   | 8.               |
| 32               | Alena Ivantjenko (RUS) | 51.              |
| 33               | Chiara Consonni (ITA)  | 65.              |
| 34               | Erica Magnaldi (ITA)   | 16.              |
| 35               | Tereza Neumanová (CZE) | 84.              |
| 36               | Karlijn Swinkels (NED) | 13.              |

| Movistar Team MOV | Movistar Team MOV        | Movistar Team MOV |
| ----------------- | ------------------------ | ----------------- |
| Nr.               | Rytter                   | Placering         |
| 41                | Aude Biannic (FRA)       | 57.               |
| 42                | Emma Norsgaard (DEN)     | 91.               |
| 43                | Mareille Meijering (NED) | 9.                |
| 44                | Laura Ruiz Pérez (ESP)   | 78.               |
| 45                | Lucia Ruiz Pérez (ESP)   | 73.               |
| 46                | Claire Steels (GBR)      | 56.               |

| FDJ-Suez FST | FDJ-Suez FST            | FDJ-Suez FST |
| ------------ | ----------------------- | ------------ |
| Nr.          | Rytter                  | Placering    |
| 51           | Loes Adegeest (NED)     | 20.          |
| 52           | Nina Buysman (NED)      | 28.          |
| 53           | Vittoria Guazzini (ITA) | 70.          |
| 54           | Amber Kraak (NED)       | 39.          |
| 55           | Marie Le Net (FRA)      | 68.          |
| 56           | Gladys Verhulst (FRA)   | 35.          |

| Team dsm-firmenich PostNL DFP | Team dsm-firmenich PostNL DFP    | Team dsm-firmenich PostNL DFP |
| ----------------------------- | -------------------------------- | ----------------------------- |
| Nr.                           | Rytter                           | Placering                     |
| 61                            | Rachele Barbieri (ITA)           | 105.                          |
| 62                            | Georgi Pfeiffer (GBR) (landevej) | 15.                           |
| 63                            | Daniek Hengeveld (NED)           | 97.                           |
| 65                            | Becky Storrie (GBR)              | 14.                           |
| 66                            | Elise Uijen (NED)                | 98.                           |

| Liv AlUla Jayco LAJ | Liv AlUla Jayco LAJ          | Liv AlUla Jayco LAJ |
| ------------------- | ---------------------------- | ------------------- |
| Nr.                 | Rytter                       | Placering           |
| 71                  | Mavi García (ESP) (landevej) | 3.                  |
| 72                  | Georgia Baker (AUS)          | 90.                 |
| 73                  | Teniel Campbell (TTO)        | 104.                |
| 74                  | Jeanne Korevaar (NED)        | 47.                 |
| 75                  | Letizia Paternoster (ITA)    | 85.                 |
| 76                  | Silke Smulders (NED)         | 29.                 |

| Fenix-Deceuninck FED | Fenix-Deceuninck FED             | Fenix-Deceuninck FED |
| -------------------- | -------------------------------- | -------------------- |
| Nr.                  | Rytter                           | Placering            |
| 81                   | Millie Couzens (GBR)             | 62.                  |
| 82                   | Flora Perkins (GBR)              | 41.                  |
| 83                   | Pauliena Rooijakkers (NED)       | 6.                   |
| 84                   | Carina Schrempf (AUT) (landevej) | 36.                  |
| 85                   | Petra Stiasny (SUI)              | 17.                  |
| 86                   | Sophie Wright (GBR)              | 102.                 |

| Ceratizit-WNT Pro Cycling WNT | Ceratizit-WNT Pro Cycling WNT | Ceratizit-WNT Pro Cycling WNT |
| ----------------------------- | ----------------------------- | ----------------------------- |
| Nr.                           | Rytter                        | Placering                     |
| 92                            | Arianna Fidanza (ITA)         | 34.                           |
| 93                            | Martina Fidanza (ITA)         | 114.                          |
| 94                            | Marta Jaskulska (POL)         | 21.                           |
| 95                            | Kathrin Schweinberger (AUT)   | 74.                           |
| 96                            | Lin Lea Teutenberg (GER)      | 88.                           |

| Roland CGS | Roland CGS                           | Roland CGS |
| ---------- | ------------------------------------ | ---------- |
| Nr.        | Rytter                               | Placering  |
| 101        | Maggie Coles-Lyster (CAN)            | 71.        |
| 102        | Sofia Collinelli (ITA)               | 108.       |
| 103        | Tamara Dronova-Balabolina (landevej) | 38.        |
| 104        | Elena Hartmann (SUI)                 | 31.        |
| 105        | Sylvie Swinkels (NED)                | 80.        |
| 106        | Giorgia Vettorello (ITA)             | 46.        |

| Uno-X Mobility UXM | Uno-X Mobility UXM                | Uno-X Mobility UXM |
| ------------------ | --------------------------------- | ------------------ |
| Nr.                | Rytter                            | Placering          |
| 111                | Anniina Ahtosalo (FIN) (landevej) | 107.               |
| 112                | Teuntje Beekhuis (NED)            | 54.                |
| 113                | Simone Boilard (CAN)              | 23.                |
| 114                | Maria Giulia Confalonieri (ITA)   | 44.                |
| 115                | Wilma Olausson (SWE)              | 96.                |
| 116                | Marte Berg Edseth (NOR)           | 30.                |

| EF Education-Cannondale EFC | EF Education-Cannondale EFC     | EF Education-Cannondale EFC |
| --------------------------- | ------------------------------- | --------------------------- |
| Nr.                         | Rytter                          | Placering                   |
| 121                         | Alison Jackson (CAN) (landevej) | 43.                         |
| 122                         | Megan Armitage (IRL)            | 24.                         |
| 123                         | Letizia Borghesi (ITA)          | 72.                         |
| 125                         | Nina Kessler (NED)              | 61.                         |
| 126                         | Elizabeth Stannard (AUS)        | 101.                        |

| Human Powered Health HPH | Human Powered Health HPH | Human Powered Health HPH |
| ------------------------ | ------------------------ | ------------------------ |
| Nr.                      | Rytter                   | Placering                |
| 131                      | Maëlle Grossetête (FRA)  | 55.                      |
| 132                      | Romy Kasper (GER)        | 25.                      |
| 133                      | Daria Pikulik (POL)      | 66.                      |
| 134                      | Wiktoria Pikulik (POL)   | 99.                      |
| 135                      | Silvia Zanardi (ITA)     | 82.                      |
| 136                      | Linda Zanetti (SUI)      | 40.                      |

| St Michel-Mavic-Auber 93 AUB | St Michel-Mavic-Auber 93 AUB | St Michel-Mavic-Auber 93 AUB |
| ---------------------------- | ---------------------------- | ---------------------------- |
| Nr.                          | Rytter                       | Placering                    |
| 141                          | Alison Avoine (FRA)          | 95.                          |
| 142                          | Marion Borras (FRA)          | 83.                          |
| 143                          | Marion Bunel (FRA)           | 5.                           |
| 144                          | Roxane Fournier (FRA)        | 100.                         |
| 145                          | Victorie Guilman (FRA)       | 18.                          |
| 146                          | Dilyxine Miermont (FRA)      | 11.                          |

| Cofidis COF | Cofidis COF               | Cofidis COF |
| ----------- | ------------------------- | ----------- |
| Nr.         | Rytter                    | Placering   |
| 151         | Martina Alzini (ITA)      | 79.         |
| 152         | Alana Castrique (BEL)     | 87.         |
| 153         | Morgane Coston (FRA)      | 26.         |
| 154         | Valentine Fortin (FRA)    | 106.        |
| 155         | Hannah Ludwig (GER)       | 12.         |
| 156         | Kirstie van Haaften (NED) | 110.        |

| Team Coop-Repsol HPU | Team Coop-Repsol HPU          | Team Coop-Repsol HPU |
| -------------------- | ----------------------------- | -------------------- |
| Nr.                  | Rytter                        | Placering            |
| 161                  | Monica Greenwood (GBR)        | 50.                  |
| 162                  | Sigrid Ytterhus Haugset (NOR) | 32.                  |
| 163                  | Mari Hole Mohr (NOR)          | 52.                  |
| 164                  | April Tacey (GBR)             | 81.                  |
| 165                  | Aidi Gerde Tuisk (EST)        | 112.                 |
| 166                  | Eline Van Rooijen (NED)       | 76.                  |

| Laboral Kutxa-Fundación Euskadi LKF | Laboral Kutxa-Fundación Euskadi LKF | Laboral Kutxa-Fundación Euskadi LKF |
| ----------------------------------- | ----------------------------------- | ----------------------------------- |
| Nr.                                 | Rytter                              | Placering                           |
| 171                                 | Idoia Eraso (ESP)                   | 53.                                 |
| 172                                 | Usoa Ostolaza (ESP)                 | 22.                                 |
| 173                                 | Debora Silvestri (ITA)              | 42.                                 |
| 174                                 | Alba Teruel Ribes (ESP)             | 109.                                |
| 175                                 | Laura Tomasi (ITA)                  | 75.                                 |
| 176                                 | Cristina Tonetti (ITA)              | 92.                                 |

| Tashkent City Women Professional Cycling Team TCW | Tashkent City Women Professional Cycling Team TCW | Tashkent City Women Professional Cycling Team TCW |
| ------------------------------------------------- | ------------------------------------------------- | ------------------------------------------------- |
| Nr.                                               | Rytter                                            | Placering                                         |
| 181                                               | Madina Kakhkhorova (UZB)                          | 58.                                               |
| 182                                               | Anna Kuskova (UZB)                                | 103.                                              |
| 183                                               | Nafosat Kozieva (UZB)                             | 59.                                               |
| 184                                               | Yanina Kuskova (UZB)                              | 33.                                               |
| 185                                               | Margarita Misyurina (UZB)                         | 111.                                              |
| 186                                               | Olga Sabelinskaja (UZB)                           | 45.                                               |

| Top Girls Fassa Bortolo TOP | Top Girls Fassa Bortolo TOP | Top Girls Fassa Bortolo TOP |
| --------------------------- | --------------------------- | --------------------------- |
| Nr.                         | Rytter                      | Placering                   |
| 191                         | Giorgia Bariani (ITA)       | 77.                         |
| 193                         | Iris Monticolo (ITA)        | 86.                         |
| 194                         | Alice Palazzi (ITA)         | 69.                         |
| 195                         | Chiara Reghini (ITA)        | 93.                         |
| 196                         | Gaia Segato (ITA)           | 48.                         |

| Lidl-Trek LTK | Lidl-Trek LTK                         | Lidl-Trek LTK |
| ------------- | ------------------------------------- | ------------- |
| Nr.           | Rytter                                | Placering     |
| 1             | Elisa Longo Borghini (ITA) (landevej) | 7.            |
| 2             | Clara Copponi (FRA)                   | 67.           |
| 3             | Elynor Bäckstedt (GBR)                | DNF           |
| 4             | Lisa Klein (GER)                      | 63.           |
| 5             | Gaia Realini (ITA)                    | 4.            |
| 6             | Izzy Sharp (GBR)                      | 113.          |

| SD Worx-Protime SDW | SD Worx-Protime SDW            | SD Worx-Protime SDW |
| ------------------- | ------------------------------ | ------------------- |
| Nr.                 | Rytter                         | Placering           |
| 11                  | Lotte Kopecky (BEL) (landevej) | 1.                  |
| 12                  | Femke Gerritse (NED)           | 49.                 |
| 13                  | Barbara Guarischi (ITA)        | 89.                 |
| 14                  | Femke Markus (NED)             | 94.                 |
| 16                  | Lorena Wiebes (NED)            | 64.                 |

| Canyon-SRAM Racing CSR | Canyon-SRAM Racing CSR         | Canyon-SRAM Racing CSR |
| ---------------------- | ------------------------------ | ---------------------- |
| Nr.                    | Rytter                         | Placering              |
| 21                     | Tiffany Cromwell (AUS)         | 37.                    |
| 22                     | Ricarda Bauernfeind (GER)      | 10.                    |
| 23                     | Neve Bradbury (AUS)            | 2.                     |
| 24                     | Justyna Czapla (GER)           | 60.                    |
| 25                     | Agnieszka Skalniak-Sójka (POL) | 19.                    |
| 26                     | Alice Towers (GBR)             | 27.                    |

| UAE Team ADQ UAD | UAE Team ADQ UAD       | UAE Team ADQ UAD |
| ---------------- | ---------------------- | ---------------- |
| Nr.              | Rytter                 | Placering        |
| 31               | Silvia Persico (ITA)   | 8.               |
| 32               | Alena Ivantjenko (RUS) | 51.              |
| 33               | Chiara Consonni (ITA)  | 65.              |
| 34               | Erica Magnaldi (ITA)   | 16.              |
| 35               | Tereza Neumanová (CZE) | 84.              |
| 36               | Karlijn Swinkels (NED) | 13.              |

| Movistar Team MOV | Movistar Team MOV        | Movistar Team MOV |
| ----------------- | ------------------------ | ----------------- |
| Nr.               | Rytter                   | Placering         |
| 41                | Aude Biannic (FRA)       | 57.               |
| 42                | Emma Norsgaard (DEN)     | 91.               |
| 43                | Mareille Meijering (NED) | 9.                |
| 44                | Laura Ruiz Pérez (ESP)   | 78.               |
| 45                | Lucia Ruiz Pérez (ESP)   | 73.               |
| 46                | Claire Steels (GBR)      | 56.               |

| FDJ-Suez FST | FDJ-Suez FST            | FDJ-Suez FST |
| ------------ | ----------------------- | ------------ |
| Nr.          | Rytter                  | Placering    |
| 51           | Loes Adegeest (NED)     | 20.          |
| 52           | Nina Buysman (NED)      | 28.          |
| 53           | Vittoria Guazzini (ITA) | 70.          |
| 54           | Amber Kraak (NED)       | 39.          |
| 55           | Marie Le Net (FRA)      | 68.          |
| 56           | Gladys Verhulst (FRA)   | 35.          |

| Team dsm-firmenich PostNL DFP | Team dsm-firmenich PostNL DFP    | Team dsm-firmenich PostNL DFP |
| ----------------------------- | -------------------------------- | ----------------------------- |
| Nr.                           | Rytter                           | Placering                     |
| 61                            | Rachele Barbieri (ITA)           | 105.                          |
| 62                            | Georgi Pfeiffer (GBR) (landevej) | 15.                           |
| 63                            | Daniek Hengeveld (NED)           | 97.                           |
| 65                            | Becky Storrie (GBR)              | 14.                           |
| 66                            | Elise Uijen (NED)                | 98.                           |

| Liv AlUla Jayco LAJ | Liv AlUla Jayco LAJ          | Liv AlUla Jayco LAJ |
| ------------------- | ---------------------------- | ------------------- |
| Nr.                 | Rytter                       | Placering           |
| 71                  | Mavi García (ESP) (landevej) | 3.                  |
| 72                  | Georgia Baker (AUS)          | 90.                 |
| 73                  | Teniel Campbell (TTO)        | 104.                |
| 74                  | Jeanne Korevaar (NED)        | 47.                 |
| 75                  | Letizia Paternoster (ITA)    | 85.                 |
| 76                  | Silke Smulders (NED)         | 29.                 |

| Fenix-Deceuninck FED | Fenix-Deceuninck FED             | Fenix-Deceuninck FED |
| -------------------- | -------------------------------- | -------------------- |
| Nr.                  | Rytter                           | Placering            |
| 81                   | Millie Couzens (GBR)             | 62.                  |
| 82                   | Flora Perkins (GBR)              | 41.                  |
| 83                   | Pauliena Rooijakkers (NED)       | 6.                   |
| 84                   | Carina Schrempf (AUT) (landevej) | 36.                  |
| 85                   | Petra Stiasny (SUI)              | 17.                  |
| 86                   | Sophie Wright (GBR)              | 102.                 |

| Ceratizit-WNT Pro Cycling WNT | Ceratizit-WNT Pro Cycling WNT | Ceratizit-WNT Pro Cycling WNT |
| ----------------------------- | ----------------------------- | ----------------------------- |
| Nr.                           | Rytter                        | Placering                     |
| 92                            | Arianna Fidanza (ITA)         | 34.                           |
| 93                            | Martina Fidanza (ITA)         | 114.                          |
| 94                            | Marta Jaskulska (POL)         | 21.                           |
| 95                            | Kathrin Schweinberger (AUT)   | 74.                           |
| 96                            | Lin Lea Teutenberg (GER)      | 88.                           |

| Roland CGS | Roland CGS                           | Roland CGS |
| ---------- | ------------------------------------ | ---------- |
| Nr.        | Rytter                               | Placering  |
| 101        | Maggie Coles-Lyster (CAN)            | 71.        |
| 102        | Sofia Collinelli (ITA)               | 108.       |
| 103        | Tamara Dronova-Balabolina (landevej) | 38.        |
| 104        | Elena Hartmann (SUI)                 | 31.        |
| 105        | Sylvie Swinkels (NED)                | 80.        |
| 106        | Giorgia Vettorello (ITA)             | 46.        |

| Uno-X Mobility UXM | Uno-X Mobility UXM                | Uno-X Mobility UXM |
| ------------------ | --------------------------------- | ------------------ |
| Nr.                | Rytter                            | Placering          |
| 111                | Anniina Ahtosalo (FIN) (landevej) | 107.               |
| 112                | Teuntje Beekhuis (NED)            | 54.                |
| 113                | Simone Boilard (CAN)              | 23.                |
| 114                | Maria Giulia Confalonieri (ITA)   | 44.                |
| 115                | Wilma Olausson (SWE)              | 96.                |
| 116                | Marte Berg Edseth (NOR)           | 30.                |

| EF Education-Cannondale EFC | EF Education-Cannondale EFC     | EF Education-Cannondale EFC |
| --------------------------- | ------------------------------- | --------------------------- |
| Nr.                         | Rytter                          | Placering                   |
| 121                         | Alison Jackson (CAN) (landevej) | 43.                         |
| 122                         | Megan Armitage (IRL)            | 24.                         |
| 123                         | Letizia Borghesi (ITA)          | 72.                         |
| 125                         | Nina Kessler (NED)              | 61.                         |
| 126                         | Elizabeth Stannard (AUS)        | 101.                        |

| Human Powered Health HPH | Human Powered Health HPH | Human Powered Health HPH |
| ------------------------ | ------------------------ | ------------------------ |
| Nr.                      | Rytter                   | Placering                |
| 131                      | Maëlle Grossetête (FRA)  | 55.                      |
| 132                      | Romy Kasper (GER)        | 25.                      |
| 133                      | Daria Pikulik (POL)      | 66.                      |
| 134                      | Wiktoria Pikulik (POL)   | 99.                      |
| 135                      | Silvia Zanardi (ITA)     | 82.                      |
| 136                      | Linda Zanetti (SUI)      | 40.                      |

| St Michel-Mavic-Auber 93 AUB | St Michel-Mavic-Auber 93 AUB | St Michel-Mavic-Auber 93 AUB |
| ---------------------------- | ---------------------------- | ---------------------------- |
| Nr.                          | Rytter                       | Placering                    |
| 141                          | Alison Avoine (FRA)          | 95.                          |
| 142                          | Marion Borras (FRA)          | 83.                          |
| 143                          | Marion Bunel (FRA)           | 5.                           |
| 144                          | Roxane Fournier (FRA)        | 100.                         |
| 145                          | Victorie Guilman (FRA)       | 18.                          |
| 146                          | Dilyxine Miermont (FRA)      | 11.                          |

| Cofidis COF | Cofidis COF               | Cofidis COF |
| ----------- | ------------------------- | ----------- |
| Nr.         | Rytter                    | Placering   |
| 151         | Martina Alzini (ITA)      | 79.         |
| 152         | Alana Castrique (BEL)     | 87.         |
| 153         | Morgane Coston (FRA)      | 26.         |
| 154         | Valentine Fortin (FRA)    | 106.        |
| 155         | Hannah Ludwig (GER)       | 12.         |
| 156         | Kirstie van Haaften (NED) | 110.        |

| Team Coop-Repsol HPU | Team Coop-Repsol HPU          | Team Coop-Repsol HPU |
| -------------------- | ----------------------------- | -------------------- |
| Nr.                  | Rytter                        | Placering            |
| 161                  | Monica Greenwood (GBR)        | 50.                  |
| 162                  | Sigrid Ytterhus Haugset (NOR) | 32.                  |
| 163                  | Mari Hole Mohr (NOR)          | 52.                  |
| 164                  | April Tacey (GBR)             | 81.                  |
| 165                  | Aidi Gerde Tuisk (EST)        | 112.                 |
| 166                  | Eline Van Rooijen (NED)       | 76.                  |

| Laboral Kutxa-Fundación Euskadi LKF | Laboral Kutxa-Fundación Euskadi LKF | Laboral Kutxa-Fundación Euskadi LKF |
| ----------------------------------- | ----------------------------------- | ----------------------------------- |
| Nr.                                 | Rytter                              | Placering                           |
| 171                                 | Idoia Eraso (ESP)                   | 53.                                 |
| 172                                 | Usoa Ostolaza (ESP)                 | 22.                                 |
| 173                                 | Debora Silvestri (ITA)              | 42.                                 |
| 174                                 | Alba Teruel Ribes (ESP)             | 109.                                |
| 175                                 | Laura Tomasi (ITA)                  | 75.                                 |
| 176                                 | Cristina Tonetti (ITA)              | 92.                                 |

| Tashkent City Women Professional Cycling Team TCW | Tashkent City Women Professional Cycling Team TCW | Tashkent City Women Professional Cycling Team TCW |
| ------------------------------------------------- | ------------------------------------------------- | ------------------------------------------------- |
| Nr.                                               | Rytter                                            | Placering                                         |
| 181                                               | Madina Kakhkhorova (UZB)                          | 58.                                               |
| 182                                               | Anna Kuskova (UZB)                                | 103.                                              |
| 183                                               | Nafosat Kozieva (UZB)                             | 59.                                               |
| 184                                               | Yanina Kuskova (UZB)                              | 33.                                               |
| 185                                               | Margarita Misyurina (UZB)                         | 111.                                              |
| 186                                               | Olga Sabelinskaja (UZB)                           | 45.                                               |

| Top Girls Fassa Bortolo TOP | Top Girls Fassa Bortolo TOP | Top Girls Fassa Bortolo TOP |
| --------------------------- | --------------------------- | --------------------------- |
| Nr.                         | Rytter                      | Placering                   |
| 191                         | Giorgia Bariani (ITA)       | 77.                         |
| 193                         | Iris Monticolo (ITA)        | 86.                         |
| 194                         | Alice Palazzi (ITA)         | 69.                         |
| 195                         | Chiara Reghini (ITA)        | 93.                         |
| 196                         | Gaia Segato (ITA)           | 48.                         |